# Distrito Federal dos Urais
O Distrito Federal dos Urais (Ура́льский федера́льный о́круг, em russo, Uralsky federalny okrug, em russo romanizado) é um distrito da Federação Russa. A principal cidade é Ecaterimburgo.